# Świstak wyspowy
Świstak wyspowy, świstak z Vancouver (Marmota vancouverensis) – gatunek gryzonia z rodziny wiewiórkowatych, jeden z przedstawicieli rodzaju Marmota.
Występowanie: Kanadyjska wyspa Vancouver.
Opis: Umaszczenie czarne na wiosnę i jedwabiście brązowe w lecie; koniec pyska żółty.
Liczebność: Poniżej 1000 osobników (być może zaledwie 200) rozrzuconych w kilku koloniach.